# Redwood City
Redwood City este un oraș situat pe Peninsula San Francisco în California de Nord SUA, aproximativ 25 de mile sud de San Francisco, și 27 de mile nord de San Jose, California, în Silicon Valley. Redwood City, are case istorice în care au locuit oameni renumiți ca Ohlone. Orașul era în trecut cunoscut pentru tradiția sa, portul era destinat transportului de cherestea și alte bunuri materiale. În prezent este reședința comitatului San Mateo. Astăzi orașul este cunoscut prin numele a mai multor companii mari, cum ar fi Oracle și Electronic Arts.

## Demografie
Conform recensământului din 2006, orașul avea o populație totală de 79,000 loc. Portul Redwood City este singurul port cu ape adânci situat la sud în golful San Francisco.

## Date geografice
Orașul se află la altitudinea de 6 m deasupra n.m. El se întinde pe o suprafață de 89,5 km² din care 50,5 km² este uscat. Redwood City este amplast în emisfera de vest, pe meridianul 122, fusul orar UTC−8.

## Persoane notabile
- Linda Cardellini, actriță
- Julian Edelman, fotbalist
- Chris Lebenzon, scenarist
- Chris Roberts, creator de modă
- Christopher Sullivan, fotbalist
- Chelsi Smith, fotomodel
- Rex Walheim, astronaut
- Cedric Bixler-Zavala, muzician;
- Lily Zhang (n. 1996), tenismenă.